# Guram Gogichashvili
Guram Gogichashvili (Georgia, 4 de septiembre de 1998) es un jugador profesional georgiano de rugby que se desempeña en la posición de pilar izquierdo en Racing 92, equipo perteneciente a la liga Top 14.

## Carrera
Gogichashvili es un jugador de formación francesa (JIFF). Comenzó su carrera deportiva con el equipo RC Locomotive Tbilisi, en el cual jugó una temporada (2017-2018), después pasó a Racing 92, donde lleva jugando seis temporadas.